# 武山镇
武山镇，是中华人民共和国江西省九江市湖口县下辖的一个乡镇级行政单位。

## 行政区划
武山镇下辖以下地区：
五里街社区、长岭村、西桥村、武联村、武山村、王常村、武前村、埠堰村、莲凤村和五星村。